# Nagy szemek
A Nagy szemek (eredeti cím: Big Eyes) 2014-ben bemutatott feliratos, egész estés amerikai film, amelyet Tim Burton rendezett. A forgatókönyvet Scott Alexander és Larry Karaszewski írta, a zenéjét Danny Elfman szerezte, a producerei Scott Alexander, Tim Burton, Lynette Howell és Larry Karaszewski voltak, a főszerepeket Amy Adams és Christoph Waltz játszották. A Silverwood Films, az Electric City Entertainment és a Tim Burton Productions készítette, a The Weinstein Company forgalmazta.
Amerikában 2014. december 25-én, Magyarországon 2015. március 5-én mutatták be a mozikban.

## Cselekmény
Tim Burton 10 év után kilép a fantáziavilágból és egy életrajzi filmmel áll elő. A dráma középpontjában a Margaret Keane által festett, az '50-es évek Amerikájában hatalmas sikert aratott festmények állnak, amelyeken az összes szereplőnek jellegzetesen nagy szeme van.

## Szereplők
| Szereplő        | Színész           |
| --------------- | ----------------- |
| Margaret Keane  | Amy Adams         |
| Walter Keane    | Christoph Waltz   |
| DeeAnn          | Krysten Ritter    |
| John Canaday    | Terence Stamp     |
| Ruben           | Jason Schwartzman |
| Dick Nolan      | Danny Huston      |
| Enrico Banducci | Jon Polito        |